# EGolela
eGolela (bis 2006 Golela) ist ein Ort in der Provinz KwaZulu-Natal in der Republik Südafrika an der Grenze zu Eswatini. Hier befinden sich die wichtigsten Grenzübergänge für Straßenverkehr und Eisenbahn aus Richtung Durban. In der Nähe befindet sich das Pongola-Tierschutzgebiet (isiZulu: uPhongolo), das erste seiner Art in Südafrika.